# Josie Sedgwick
Josie Sedgwick (13 de março de 1894 – 30 de abril de 1973) foi uma atriz de cinema estadunidense da era do cinema mudo. Ela atuou em mais de 50 filmes, entre 1916 e 1932.
Eileen era irmã do diretor de cinema Edward Sedgwick e da também atriz Eileen Sedgwick.

## Biografia
Nascida Josephine Sedgwick em Galveston, Texas, Josie veio de uma família dedicada ao cinema, era filha dos atores de teatro Edward Sedgwick e Josephine Walker, com quem ela e seus irmãos formavam o conjunto musical "The Five Sedgwicks". Seu irmão, Edward Sedgwick, foi o primeiro a entrar para o cinema, trabalhando como cômico, e posteriormente tornar-se-ia um diretor de seriados para a Universal. Sua irmã Eileen Sedgwick também foi atriz.
Nos anos 1920, Josie casou com William A. Gettinger (William Steele, ou William A. Steele, ou Bill Steele), de quem se divorciou em 1930, não voltando a se casar.
Seus primeiros filmes foram os curta-metragens “Missy” e “Her Dream Man”, ambos em 1916, pela Universal Pictures. O último filme foi “Son Of Oklahoma”, em 1932, um Western com Bob Steele produzido pela Trem Carr Pictures, ainda num papel principal. A maioria dos filmes em que atuou foram Westerns.
Abriu uma agência de talentos, a Josie Sedgwick-Ray West Inc., depois de deixar o cinema.
Faleceu em Los Angeles, Califórnia, em 30 de abril de 1973, de acidente vascular cerebral. Está sepultada no Holy Cross Cemetery, em Culver City, Los Angeles, Califórnia.

## Filmografia parcial

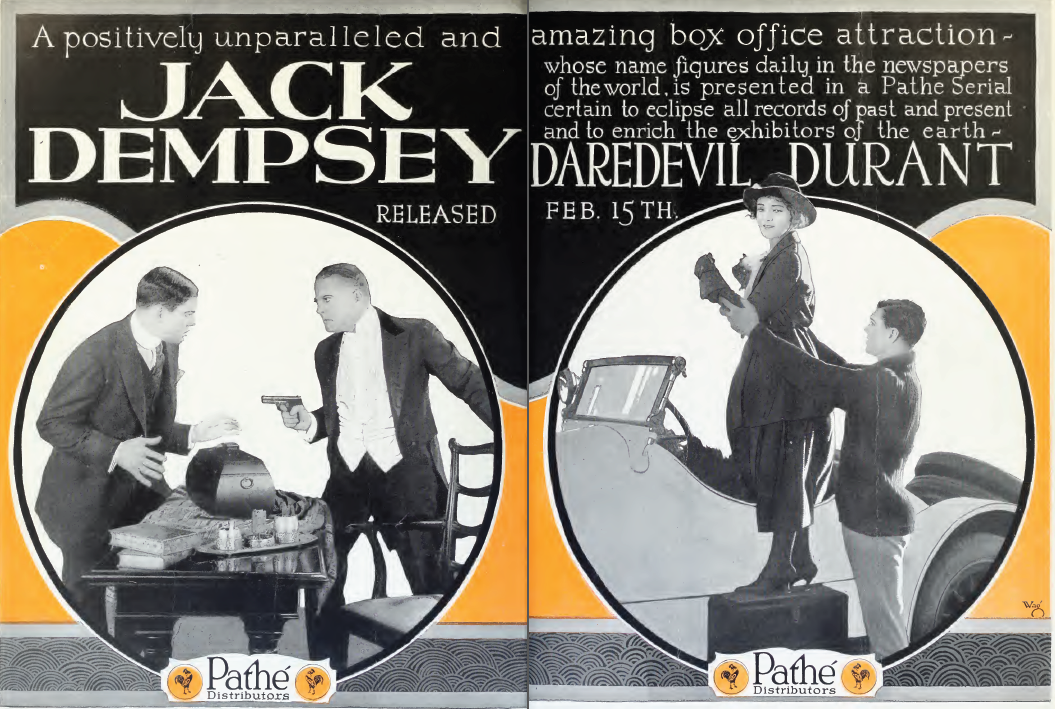
Anúncio do seriado Daredevil Jack, estrelado por Jack Dempsey e por Josie Sedgwick.

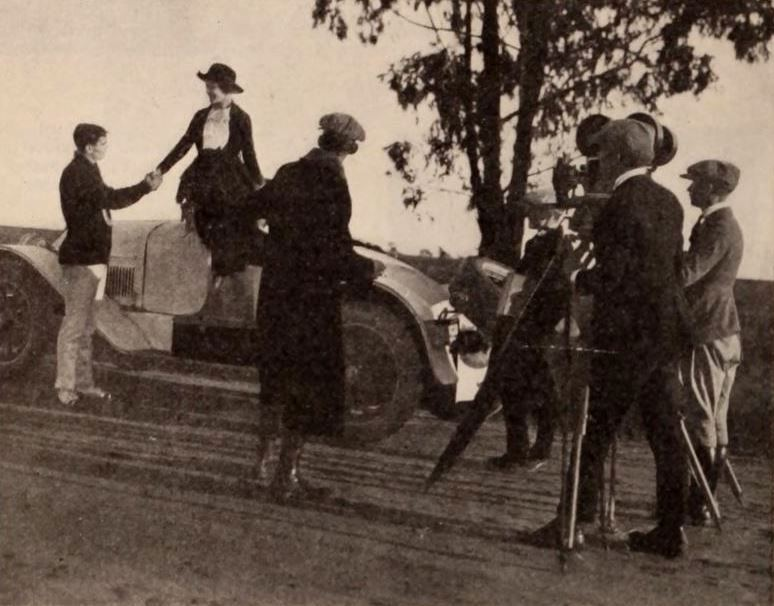
Cena do seriado Daredevil Jack, apresentando Jack Dempsey e Josie Sedgwick na p. 92 de 10 de janeiro de 1920, Exhibitors Herald.

- The Lure of the Circus (1918), ao lado de sua irmã Eileen Sedgwick.
- Wolves of the Border (1918)
- Daredevil Jack (1920)
- Double Adventure (1921)
- The Sunshine Trail (1923) (creditada como Josephine Sedgwick)
- Daring Days (1925)
- Let 'er Buck (1925), ao lado de Hoot Gibson